# Imad El Goumri
Imad El Goumri Jebbouri, né le 7 juillet 2004 à San Javier (Espagne), est un athlète français possédant également les nationalités espagnole et marocaine, spécialiste des épreuves d'endurance, demi-fond et cross-country.
Le 12 mars 2023, il devient champion de France de cross-country juniors (U20), titre qu'il a remporté à Carhaix.

## Biographie

### 2015
Imad El Goumri Jebbouri (nom souvent raccourci en Imad El Goumri) est né le 7 juillet 2004 en Espagne à San Javier (région de Murcie) de parents marocains. Il est le cadet d'une famille de quatre garçons. Son père est originaire du même village au Maroc qu'Hicham El Guerrouj, champion olympique et recordman du monde du 1 500 mètres. Il vit en Espagne jusqu'à ses 6 ans, avant de déménager avec ses parents au Maroc. Il déménage à nouveau à l'âge de 10 ans et arrive en France, d'abord à Livry-Gargan puis à Epinay-sur-Seine en banlieue parisienne.
Imad joue d'abord au football et commence l'athlétisme en 2015, à Livry-Gargan avant de rejoindre en 2017 le club de l'AS Pierrefitte. Après quelques semaines d'entraînement, il réalise un premier 1 000 mètres dans un chrono de 3 min 26 s 18. Doté de qualités naturelles indéniables pour la course à pied, il ne se concentre néanmoins pas tout de suite à 100 % sur ce sport, malgré de très bons résultats, notamment en cross-country, discipline où il excelle.

### 2022
Il se consacre pleinement à la pratique de l'athlétisme à partir de 2021 sous la houlette de son entraîneur Slim Ghomrasni, et partage ses séances avec deux autres jeunes pépites de l'athlétisme français, d'un an ses aînés, Gabriel Timba et Ylies Mihoubi, recordman de France U20 du 5 km. Cette concentration de talents au sein d'un seul club vaudra au groupe d'entraînement de l'AS Pierrefitte d'être surnommé "La Génération Dorée", et sera même l'objet d'un reportage YouTube réalisé par la chaîne The Running Collective.
Imad remporte pour la première fois les championnats de France de cross-country U20 en 2022 aux Mureaux, mais, bien que vainqueur, il ne peut pas être sacré champion de France car il n'a pas encore à ce moment-là obtenu la nationalité française. C'est donc en tant qu'Espagnol qu'il monte sur le podium, composé de Vivien Henz, Gabriel Timba, son camarade d'entraînement, et Baptiste Cartieaux.
À l'été 2022, malgré une saison estivale réussie sur le plan chronométrique puisqu'il améliore ses références sur 1 500 mètres (3 min 49 s 54) et 5 000 mètres (14 min 08 s 41), Imad est affaibli par plusieurs pépins physiques et se voit contraint de mettre fin à sa saison précipitamment. N'ayant toujours pas obtenu la nationalité française, il ne participe pas aux championnats du monde Juniors d'athlétisme à Cali.
Il reprend la saison à l'automne 2022 en égalisant le record de France U20 du 5 kilomètres à Lille en 14 minutes et 13 secondes, mais, à la photo finish, c'est son camarade d'entraînement Ylies Mihoubi qui est désigné recordman de France.
En décembre 2022, Imad devient officiellement français.

### 2023
Fort de sa fin de saison 2022 réussie et d'un stage à Font-Romeu réalisé avec son groupe d'entraînement pendant l'hiver, Imad démarre 2023 avec de grandes ambitions, principalement centrées autour du cross-country. Vainqueur aux Mureaux, mais non titré en raison de sa nationalité espagnole, le jeune coureur de Pierrefitte a à cœur d'obtenir sa première médaille nationale lors des championnats de France de Carhaix.
Il connaît sa première sélection FFA en équipe de France d'athlétisme le 8 janvier sur un match international de cross-country à Elgoibar en Espagne et remporte la course.
Il poursuit ce bon début d'année par une victoire aux championnats régionaux de cross puis par une participation au meeting indoor de Lyon sur 3 000 mètres où il réalise son record personnel ainsi que la meilleure performance française de tous les temps chez les juniors avec un chrono de 8 min 10 s 39.
Le 12 mars 2023 il remporte de nouveau les championnats de France de cross-country à Carhaix et est sacré champion de France.

### Champion de France juniors de cross (2023)
Après avoir remporté la course en 2022 aux Mureaux et avoir été successivement champion départemental, régional et inter-régional en 2023, c'est en tant que grand favori qu'Imad arrive à Carhaix. Bien déterminé à remporter sa première médaille nationale, le crossman réalise une course intelligente sur le parcours technique et boueux de Carhaix, attaquant au bon moment pour à l'arrivée ne laisser aucune chance à ses adversaires et s'imposer. Le podium est complété par Gaston Rohmer et Pierre Boudy.
À l'arrivée il réalise une célébration en hommage à son inspiration Cristiano Ronaldo.

### Le succès sur TikTok
Imad El Goumri est également connu pour être un des premiers athlètes français à s'être lancé sur TikTok. Fort de près de 60 000 abonnés sur le réseau social, avec des vidéos cumulant plusieurs millions de vues, l'athlète connaît ainsi un fort succès auprès des jeunes, qui apparaissent apprécier son ton humoristique et décalé.

### Palmarès national
| Année | Compétition                            | Lieu        | Résultat  | Épreuve               | Temps       |
| ----- | -------------------------------------- | ----------- | --------- | --------------------- | ----------- |
| 2022  | Championnat de France de cross-country | Les Mureaux | 1er (ETR) | Course Juniors hommes | 25 min 25 s |
| 2023  | Championnats de France de cross-county | Carhaix     | 1er       | Cross Juniors Hommes  | 26 min 03 s |

## Records
| Épreuve       | Épreuve   | Temps          | Lieu             | Date            |
| ------------- | --------- | -------------- | ---------------- | --------------- |
| 1 500 m       | Plein air | 3 min 46 s 23  | Savigny Sur Orge | 29 juillet 2025 |
| 3 000 m       | En salle  | 8 min 10 s 39  | Lyon             | 28 janvier 2023 |
| 5 000 m       | Plein air | 13 min 23 s 77 | Oordegem         | 9 août 2025     |
| 5 km (route)  | Plein air | 14 min 13 s    | Lille            | 14 octobre 2022 |
| 10 km (route) | Plein air | 29 min 37 s    | Lille            | 20 mars 2022    |